# Projekt Varg

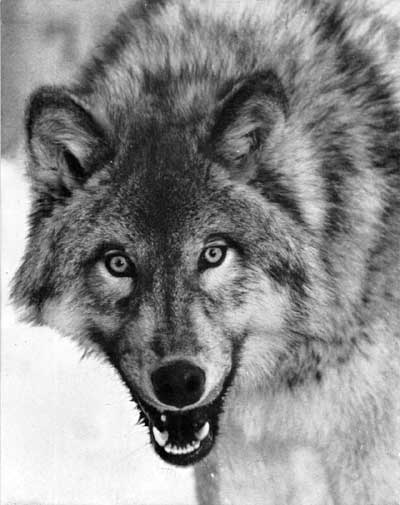
Varg

Projekt Varg var en arbetsgrupp som startades 1971 av Naturskyddsföreningen i syfte att bevara den skandinaviska vargstammen. Det beskrivs av Naturskyddsföreningen som ett "projekt för att rädda hotade djurarter i vårt land". Utöver Naturskyddsföreningen finansierades projektet av Världsnaturfonden (WWF Sverige).

## Starten av Projekt Varg
Projekt varg initierades hösten 1971 då en styrgrupp bildades bestående av 5 medlemmar med anknytning till Svenska Naturskyddsföreningen och Naturvårdsverket. I denna ingick följande personer:
- Mats Segnestam, sekreterare i Svenska Naturskyddsföreningen
- Bertil Haglund, professor i zoologi, medlem i Naturvårdsverkets naturvårdsråd.
- Alf Johnels, professor i zoologi vid Naturhistoriska Riksmuseet, medlem i Naturvårdsverkets naturvårdsråd.
- Ulf Weinberg, anställd vid Naturvårdsverket.
- Håkan Hallander, Svenska Naturskyddsföreningen, senare ansvarig för varguppfödning i fångenskap.

Vid ett första möte i september 1971 fastslogs två viktiga verksamhetsmål:
- Man skulle i djurparker avla fram en vargstam som man valde att kalla "fennoskandisk". Avsikten var att i ett senare skede släppa ut dessa i naturen.[5]
- Man skulle genom propagandainsatser motverka befolkningens negativa inställning till vargen.[5]

Svenska Naturskyddsföreningen beslutade i december 1971 att starta Projekt Varg. Styrgruppen hade då fått två nya medlemmar; Sven Wahlberg, Världsnaturfonden, samt professor Ingemar Ahlén, anställd vid Skogshögskolan och även medlem i Naturvårdsverkets naturvårdsråd.
Den ursprungliga tanken vid starten av Projekt Varg 1971 var att skapa en vargstam om 10-15 individer som rörde sig i norra Värmland, södra Dalarna och angränsande områden i Norge. Man avsåg att begränsa stammens storlek genom avskjutning.
De kommande åren diskuterades inom styrgruppen de problem den kommande inplanteringen av varg skulle medföra. Man var väl medveten om den intressekonflikt som skulle uppstå i renbeteslandet, och såg en möjlig lösning i att rennäringen skulle tvingas upphöra i vissa områden för att skapa utrymme för de utsläppta vargarna. Man var medveten om att projektets planer skulle komma att bemötas med stor skepsis från allmänheten. Återintroduceringen skulle därför föregås av intensiva propagandainsatser. Projekt Varg och planerna på att släppa ut vargar i Sverige offentliggjordes 1973. Samma år utökades styrgruppen med ytterligare en anställd vid Naturvårdsverket, avdelningsdirektör J-O Petterson.
Redan 1973 fanns långt gångna planer att återintroducera varg i Sverige. Forskaren Erik Zimen, som hade anknytning till Projekt Varg, bedrev varguppfödning i ett hägn i Nationalpark Bayerischer Wald utanför München, i syfte att släppa dessa fria i Sverige. Den föreslagna platsen var Fulufjället i Älvdalens kommun i norra Dalarna. De utsläppta djuren skulle förses med radiosändare för att forskarna skulle kunna lokalisera dessa. Länsstyrelsen var positiva och föreslog att en renhjord skulle köpas in av staten som föda åt de inplanterade vargarna. Representanter för rennäringen samt Dalarnas Jaktvårdsförbund var negativa. Projektet fullföljdes inte.
1974 tillkom ytterligare två representanter från Naturvårdsverket i styrgruppen, zoologen Anders Bjärvall, som tidigare varit verksam inom Svenska Naturskyddsföreningen, samt Robert Franzén, som senare hamnade i styrelsen för Svenska Rovdjursföreningen. Samtliga i styrgruppen vid denna tid hade tydlig anknytning  till minst en av följande organisationer: Naturvådsverket, Svenska Naturskyddsföreningen och Världsnaturfonden. Vid ett tillfälle dryftades om representanter för jägare och samer skulle ingå i projektet, men frågan bordlades.
1975 anställs Mart Marend av Projekt Varg för att ta hand om det praktiska arbetet. Samma år presenteras planer på utsättning av varg i Älvdalen, där vargarna initialt ska vistas i hägn. Man önskar även att starta ett forskningsprojekt kring de inhägnade vargarna, som budgeterats till 2,1 miljoner kronor. Man hoppas att Naturskyddsföreningen eller Naturvårdsverket ska bekosta detta. Samma år beslutar man sig för att producera informationsmaterial, bland annat i form av barnböcker.
Inom Projekt Varg ansågs spontan invandring från Finland vara orealistisk, och vintern 1976 hade man en patrull i Finland i syfte att fånga in vilda vargar för att få in friskt blod i de djurparksvargar som senare skulle släppas ut.
Sommaren 1976 presenterades planer på att skapa ett vilthägn på en kvadratmil vid Eskilsberget söder om Fredriksberg, i gränstrakterna mellan Dalarna, Värmland och Västmanland. I hägnet skulle befolkning och övrigt vilt stängas in med minst 100 djurparksvargar i ett försök att återanpassa dessa till ett liv i det vilda. Man avsåg att finansiera det kostsamma projektet med skattemedel. Samma år släpptes även rapporten Projekt Varg - om vargens situation och framtid i Sverige (1976). I samband med att rapporten publicerades begärde Naturskyddsföreningen i ett brev undertecknat av ordföranden Bengt Hamdahl pengar av regeringen för att återskapa den svenska vargstammen.

## 1976 års rapport

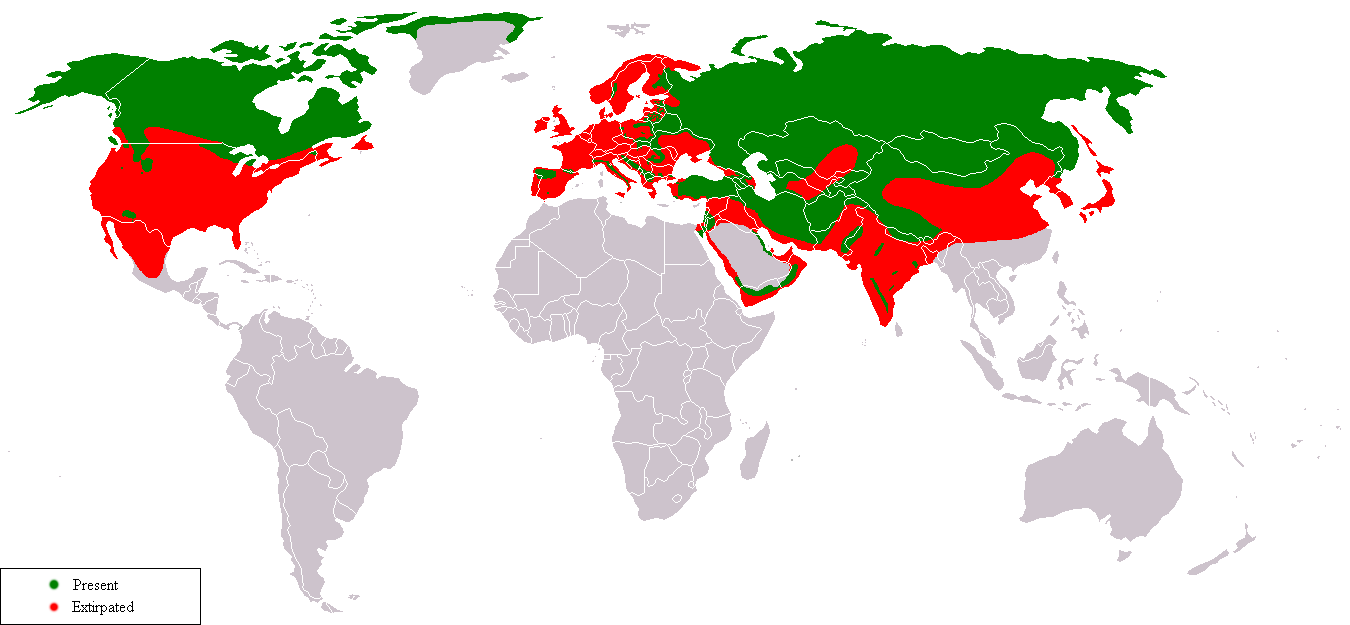
Global utbredning av varg.
Grönt – dagens utbredningsområde (2003). Rött – tidigare utbredningsområde.

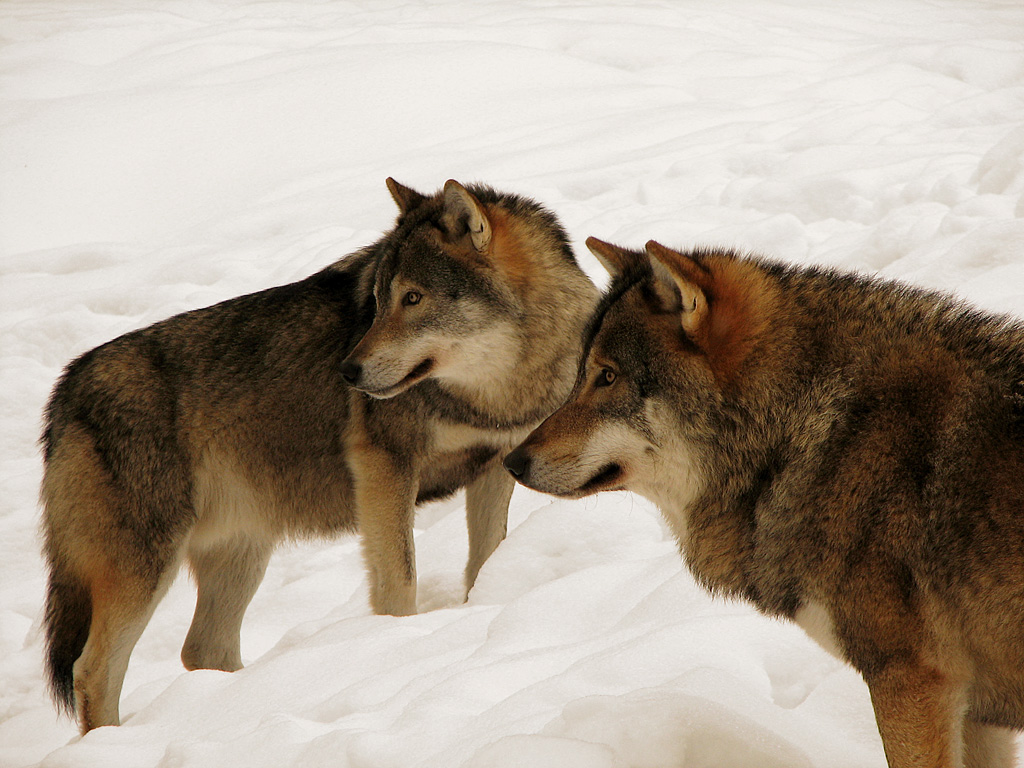
Två vargar i Kolmårdens djurpark.

Projekt Varg utmynnade bland annat i rapporten Projekt Varg - om vargens situation och framtid i Sverige (1976), där man kom fram till följande:
- Att vargen ur ett globalt perspektiv inte var utrotningshotad.[16]
- Den sista kända föryngringen i Sverige ägde rum 1964 i Lule lappmark. Det fanns under vintern 1975–1976 sannolikt endast en varg kvar i Sverige och Norge, en ensam hane i Sarek-Padjelanta.[17]
- Med tanke på att det endast fanns en varg i Sverige och Norge bedömdes en naturlig tillväxt som högst osannolik.[18] (vargen var i praktiken utdöd i Skandinavien[2])
- En återetablering av en fast vargstam genom invandring från Finland bedömdes som osannolik,[18] då den finska stammen endast bestod av omkring 20–30 individer.[19]
- För att upprätthålla en livskraftig vargstam skulle krävas omkring etthundra vargar.[20]
- Att en vargstam i renbeteslandet skulle komma att orsaka konflikter med rennäringen.[21]
- Att en vargstam i jordbruksområdet skulle komma att orsaka konflikter med boskapsuppfödare.[22]
- Att utplantering av varg var enda sättet att återfå en vargstam i Sverige och Norge,[22] samt att dessa vargar borde vara uppfödda i fångenskap.[23]
- Norra Västmanland, södra Dalarna och Värmland utpekades som ett lämpligt område för en svensk vargstam.[24]

### Projekt varg efter 1976
1977 släpptes boken Rödluvan ljög! som är av populistiskt art och förmedlar budskapet att vargen är totalt ofarlig för människan. 
Större delen av boken är skriven som en modern variant av sagan Rödluvan. I en avslutande faktadel presenteras planerna på att återinplantera vargen, men att man anser att områden med intensiv renskötsel och annan boskapsuppfödning som olämpliga att släppa ut vargar i. Man hävdar även att vargstammen skall regleras.
1980 besvarade Naturvårdsverket den begäran om finansiering för återintroduceringen av den utrotade vargen som Naturskyddsföreningen framställt 1976. Man avslog denna begäran med motiveringen att befolkningen i området för utplanteringen inte skulle acceptera detta, samt att utfallet av investeringen är osäker. Projektgruppen står dock på sig och skickar in ytterligare en begäran, men får 1981 återigen avslag. Denna gång motiveras avslaget återigen med att utfallet av projektet är osäker, samt att vargen globalt på intet vis är utrotningshotad..
Vid 1970-talets slut observerades vargar i norra Värmland samt angränsande delar av Dalarna och Hedmarks fylke i Norge. Först observerades bara enstaka ensamlevande vargar, men vintern 1982/1983 hade ett par etablerats. Denna händelse räknas som starten för återetableringen av den nuvarande skandinaviska vargstammen. Återetableringen ägde rum i det område som av Projekt Varg utpekats som lämpligt för inplantering..
De valpar som föddes var den första kända föryngringen i södra Skandinavien sedan 1918. Därefter har föryngring skett i Mellansverige varje år utom 1986. Dessa vargar har med hjälp av DNA-analys konstaterats vara av finskt/ryskt ursprung och den nuvarande skandinaviska vargstammen har ingen härstamning från den forna svenska populationen som utrotades.

### 1985 års rapport
I en delrapport publicerad 1985 presenterades det pågående avelsprogrammet. I detta ingick vid denna tid sju djurparker, Ähteri djurpark i Finland, Köpenhamns zoo i Danmark samt Lycksele djurpark, Junsele djurpark, Frösö zoo, Kolmårdens djurpark, Borås djurpark och Skånes djurpark i Sverige.
Projekt Varg konstaterade i sin rapport att den i avelsprogrammet ingående djurparkslevande vargstammen inte kunde räknas som en egen unik art eller underart. På grund av ett alltför smalt genetiskt underlag var djurparksstammen dessutom hotad av inavel. Bland annat var de nordiska djurparksvargarna drabbade av en ärftlig ögonsjukdom. För att åtgärda problemet med inaveln hade två vargtikar importerats från dåvarande Sovjetunionen. Dessa var födda på Moskva Zoo.
I samma rapport förespråkade man en förändring av jaktstadgan i syfte att försvåra möjligheten att bevilja tillstånd för skyddsjakt i händelse av att den vilt levande vargstammen var till obehag för befolkningen i Sverige. Vid tiden för rapportens författande var det Länsstyrelserna och Polisen som beslutade om sådan jakt, men Projekt Varg föreslog en förändring så att endast Naturvårdsverket hade denna befogenhet.